# Hauptstrasse 177
Die Hauptstrasse 177 ist eine Hauptstrasse im Schweizer Kanton Freiburg. Sie verbindet die Hauptstrasse 1 in Murten mit dem Gebiet am Schwarzsee in den Freiburger Voralpen. Im Freiburger Strassensystem wird sie Kantonsstrasse 3000 (französisch: Fr:3000) bezeichnet.

## Verlauf
Die Strasse beginnt im Freiburger Seebezirk am östlichen Siedlungsrand von Murten bei einem Kreisverkehr in der Hauptstrasse 1 auf 452 m ü. M. Sie steigt gegen Südosten durch das Gebiet Combette auf das Plateau von Burg und Salvenach und passiert dabei das Gelände, auf dem am 22. Juni 1476 die Schlacht bei Murten begann. Die steil ansteigende Strasse mit einem alten Hohlweg bei Finstergässli wurde um 1920 durch eine geschwungene Linienführung mit geringerem Gefälle ersetzt. In diesem Bereich unterquert die A1 in nur etwa 15 Meter Tiefe durch den Combette-Tunnel die Hauptstrasse. Die neue Autobahn wurde in offener Bauweise erstellt und anschliessend überdeckt (tranchée couverte). Bei archäologischen Grabungen im Bereich der geplanten Baustelle nahe der Hauptstrasse kamen 1986 bis 1995 Überreste eines römischen Gutshofes zum Vorschein.
Über Salvenach, durch das Tal der Bibera und durch Gurmels führt die Strasse zur Staumauer des Schiffenensees, auf welchem sie die Saane überquert und in den Sensebezirk eintritt. Südlich davon passiert sie die kleine Ortschaft Schiffenen, bei welcher die Kantonsstrasse vor dem Bau des Staudammes die Saane im Gebiet Löli auf der alten Schiffenenbrücke (512 m ü. M.) überquert hatte. Südlich von Schiffenen erreicht die Strasse Düdingen, wo sie die A12 unterquert und danach mit dieser über das Anschlussbauwerk Düdingen verbunden ist. Danach überquert sie die Bahnstrecke Lausanne–Bern und verläuft zwei Kilometer weit durch die Ortschaft Düdingen. Weiter südöstlich kreuzt sie bei Mariahilf die Hauptstrasse 12. Durch Tafers, wo sie die Hauptstrasse 183 quert, Alterswil, Zumholz und Plaffeien führt die Strasse gegen Süden in das Berggebiet der Freiburger Voralpen.
Von Rufenen an liegt die Hauptstrasse 177 zwei Kilometer weit nahe an der Sense und bildet die Grenze der national bedeutenden Senseauen, die zugleich ein wichtiges Amphibienlaichgebiet enthalten und zum Landschaftsschutzgebiet «Schwarzenburgerland mit Sense- und Schwarzwasserschlucht» gehören.
Den südlichen Hauptzufluss der Sense, die Warme Sense, überquert sie bei Zollhaus auf der 1998 gebauten Holz-Beton-Brücke zum ersten Mal und danach noch auf mehreren Brücken bis nach Schwarzsee, wo sie beim Schwarzsee-Bad auf 1060 m ü. M., also etwa 600 Meter über ihrem Ausgangspunkt in Murten, endet.

## Verkehr
Auf einem Abschnitt der Hauptstrasse verkehrt die Linie 123 Freiburg–Tafers–Plaffeien–Schwarzsee der Freiburgischen Verkehrsbetriebe.